# John Wikström
Pour les articles homonymes, voir Wikström.
John Wikström (1903 - 5 février 1991) est un fondeur suédois.

## Palmarès

### Championnats du monde
- Championnats du monde de ski nordique 1927 à Cortina d'Ampezzo 
  -  Médaille d'argent sur 50 km.